# Phylloicus fenestratus
Phylloicus fenestratus là một loài Trichoptera trong họ Calamoceratidae. Chúng phân bố ở vùng Tân nhiệt đới.